# Josef Kary
Josef Kary (* 6. August 1913 in Durmersheim; † 26. Februar 2012 in Rötenbach) war ein deutscher katholischer Geistlicher.

## Leben und Wirken
Josef Kary wuchs in Durmersheim auf, sein Vater starb im Ersten Weltkrieg. Er studierte Katholische Theologie und Philosophie in Freiburg und Tübingen. Am 27. März 1938 weihte ihn Erzbischof Conrad Gröber in Freiburg zum Priester. Als Vikar arbeitete er in Waldkirch, Oberbiederbach, Hornberg, Renchen und St. Georgen. Während des Zweiten Weltkriegs leistete er Kriegsdienst bei den Gebirgsjägern und war in Gefangenschaft. Nach der Rückkehr wurde er Vikar in Bühl und Friedenweiler, später Pfarrer in Langenrain. 1957 wurde er Pfarrer der Pfarrei St. Leodegar in Rötenbach. 1991 trat er in den Ruhestand.
Seit 1926 war er Mitglied im Deutschen Bund für Vogelschutz. Als Hobby-Ornithologie hielt er über 3.000 Diavorträge. Er pflegte in seinem 2.000 Quadratmeter großen Garten viele Vögel und betrieb eine Imkerei.

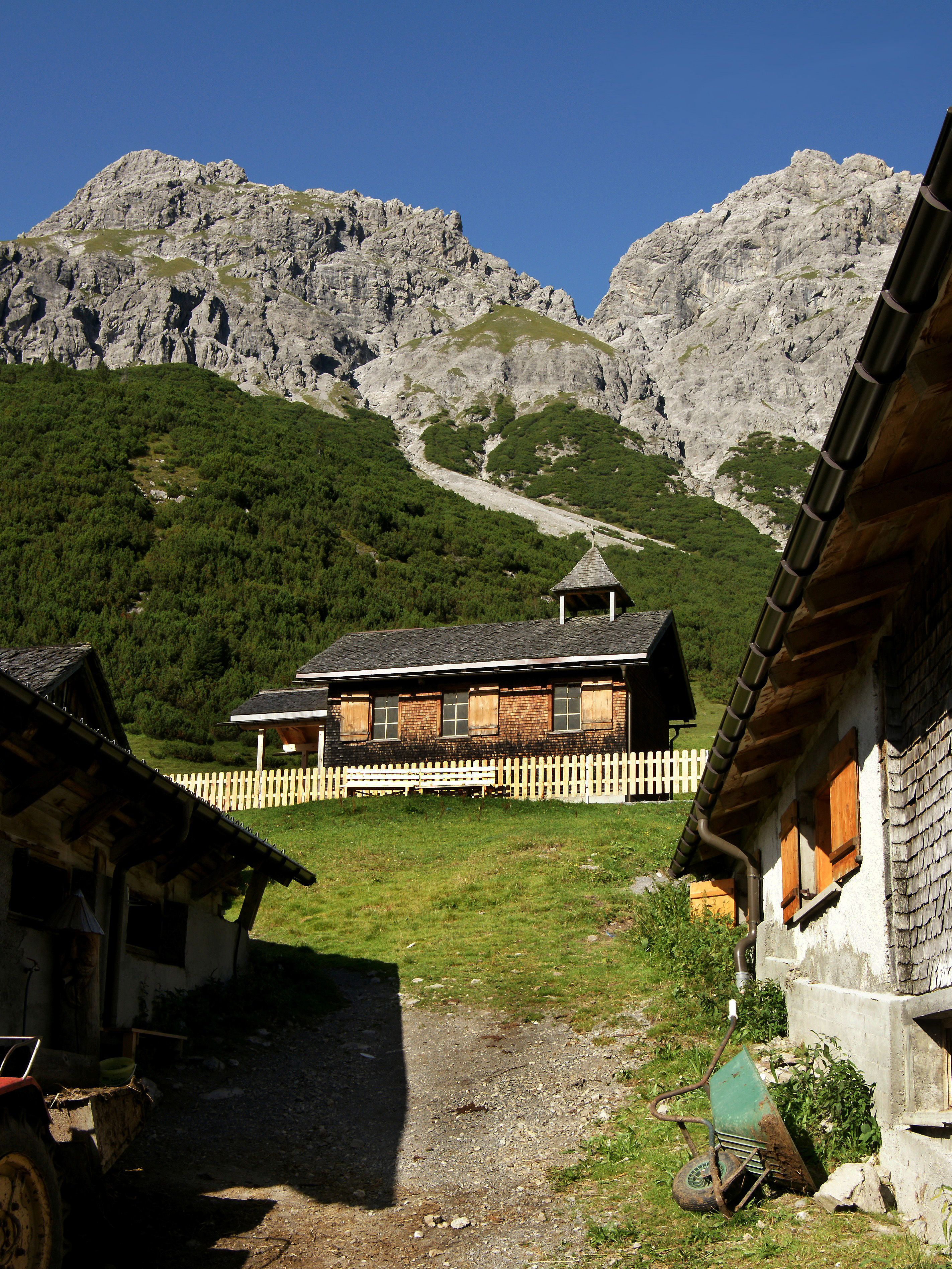
Marienkapelle von 1953

Josef Kary wurde zusammen mit sechs anderen Überlebenden aus einer 220 Mann starken Kompanie auf dem  Kaukasusfeldzug gerettet. Sein Bruder Karl, der in Prag und Innsbruck Theologie studiert hatte und danach Kaplan in Füssen war, kam bei dem Feldzug ums Leben. Da Karl dem Orden der Missionare vom Kostbaren Blut angehörte, die ihren Sitz in Feldkirch in Vorarlberg hatte, ließ Josef als Dank für seine Heimkehr 1954 in Vorarlberg eine Marienkapelle errichten.

## Schriften
- Maria Bickesheim und die badischen Markgrafen. Ein Beitrag zur Heimatgeschichte von Bickesheim-Durmersheim zum 900jährigen Gedenken an die erste urkundliche Erwähnung des Ortes Bickesheim in einem Schreiben Kaiser Heinrichs IV. vom Jahre 1065 an den Abt Samuel von Weißenburg. Selbstverlag, Bickesheim 1965.

## Ehrungen
- Bundesverdienstkreuz am Bande (7. Juli 1986)
- Ehrenplakette der Gemeinde Friedenweiler (1988)
- Ernennung zum Geistlichen Rat (Dezember 1988)
- Josef-Kary-Weiher in Rötenbach und Kary-Stube im Heimatmuseum Durmersheim (1988)
- Verdienstmedaille des Landes Baden-Württemberg (1991) als Natur- und Umweltschützer
- Ehrenzeichen in Gold des Naturschutzbundes Deutschland für 80-jährige Mitgliedschaft (2005)
- Ehrenvorsitzender der Gebirgsjägerkameradschaft Hochschwarzwald
- Ehrenmitglied der Kameradschaft ehemaliger Soldaten
- Träger der goldenen Ehrennadel der Gebirgstruppe